# Otak-otak

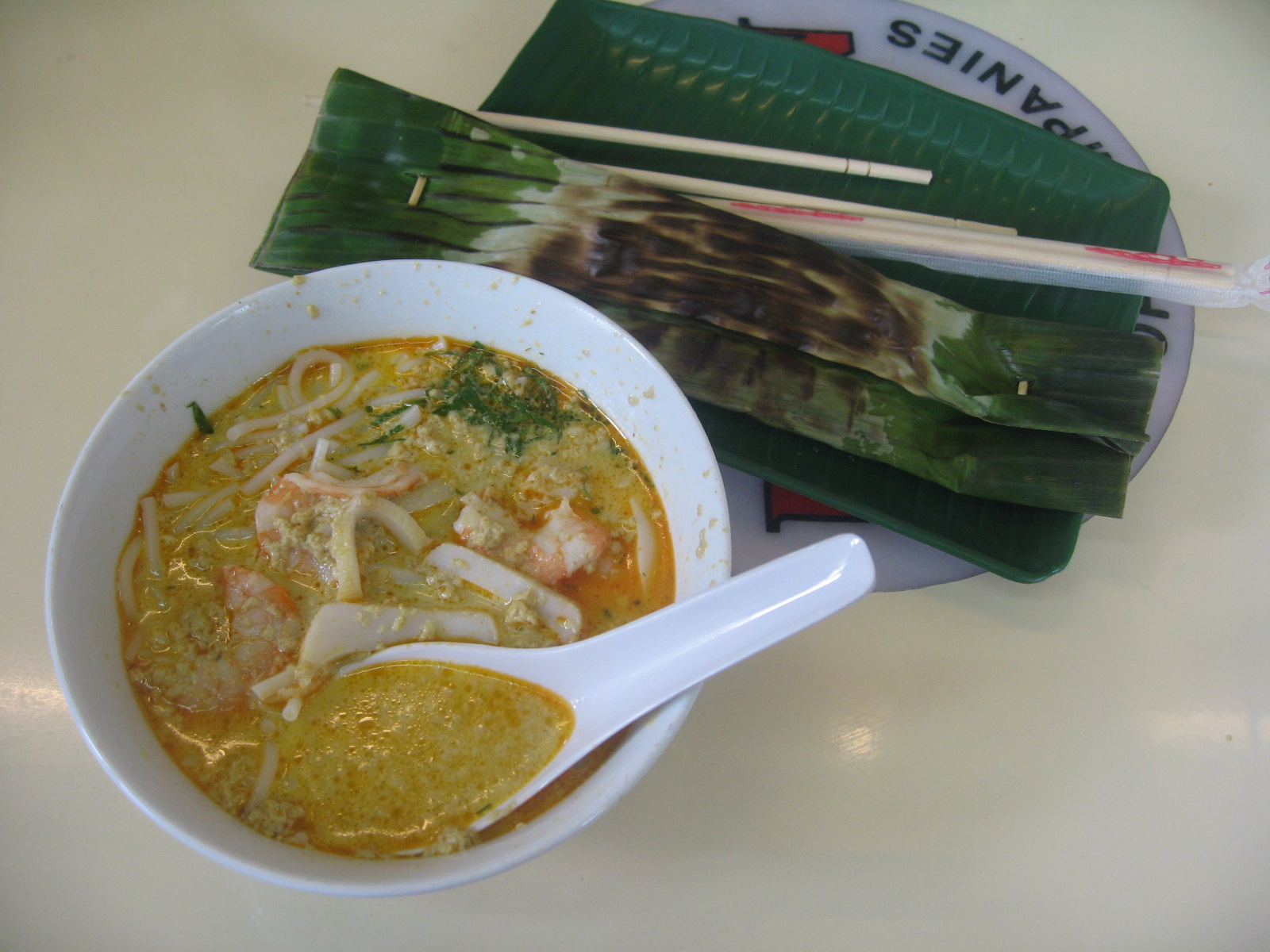
Otak-otak jako dodatek do laksa, pikantnej zupy z makaronem

Otak-otak (otah-otah, otah lub otak, chiń. 鲤鱼包) – potrawa z kuchni azjatyckiego południowego wschodu (Malezja, Singapur, Indonezja), rodzaj pikantnych klopsów rybnych, aromatyzowanych mlekiem kokosowym i różnymi dodatkami, zawiniętych do pieczenia w liście bananowca. W postaci produktu gotowego do pieczenia otak-otak sprzedawane jest w azjatyckich sklepach jako mrożone lub puszkowane.

## Przepis
Składniki na 6 osób:
- 1 kg białej ryby
- 1 łyżka ziarenek kolendry
- 3 czerwone cebule
- 12 suszonych czerwonych papryczek chilli
- 4 ząbki czosnku
- 1/2 łyżeczki kurkumy
- 18–24 orzeszków nerkowca
- 2 łyżeczki trawy cytrynowej (cytronelli)
- 250 ml gęstego mleka kokosowego
- 1 łyżeczka cukru
- 1/2 łyżeczki białego pieprzu
- 1 łyżeczki soli

Ryby opłukać, wypatroszyć, odfiletować i usunąć skórę. Z filetów sporządzić pastę siekając na drobne kawałki i ucierając, albo rozdrabniając przy pomocy miksera. Ziarenka kolendry podpiec i zmielić. Czosnek obrać i posiekać, podobnie jak orzeszki (jeżeli były solone, to wcześniej opłukać). Ostre papryczki moczyć w ciepłej wodzie około kwadransa, po czym drobno pokroić. Cebule pokroić w drobną kostkę. Pokrojoną cebulę, czosnek, orzeszki, kolendrę, papryczki i cytronellę przełożyć do moździerza i utrzeć na gładką pastę, po czym wymieszać z kurkumą. Pastę z przypraw połączyć z rybą, dodając mleko kokosowe i ubijać, aż mleko zostanie wchłonięte. Doprawić solą, cukrem i pieprzem.
Z tak przygotowanej pasty formować niewielkie porcje i zawija się w liście bananowca, które można w polskich warunkach zastąpić folią aluminiową. Płaskie pakieciki grillować 15 minut. Można też w całości upiec w piekarniku.